# 马罗勒莱比
马罗勒莱比（法語：Marolles-les-Buis，法語發音：[maʁɔl le bɥi]）是法国厄尔-卢瓦省的一个市镇，属于诺让勒罗特鲁区。

## 地理
马罗勒莱比（48°21'41"N, 0°55'40"E）面积13.08 平方千米，位于法国中央-卢瓦尔河谷大区厄尔-卢瓦省，该省份为法国北部内陆省份，北起顺时针与厄尔省、伊夫林省、埃松省、卢瓦雷省、卢瓦-谢尔省、萨尔特省和奧恩省接壤。
与马罗勒莱比接壤的市镇（或旧市镇、城区）包括：阿尔西斯、圣蒂尼、于讷河畔萨布隆。

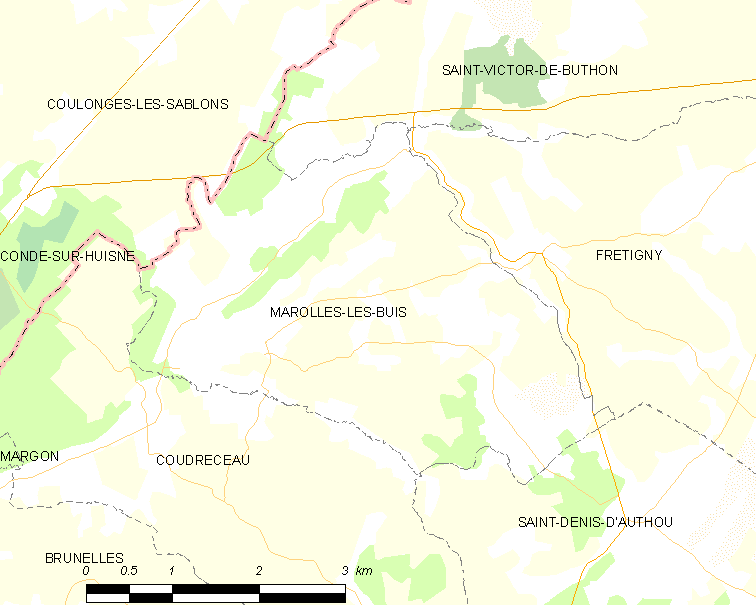
马罗勒莱比的OSM定位图

马罗勒莱比的时区为UTC+01:00、UTC+02:00（夏令时）。

## 行政
马罗勒莱比的邮政编码为28400，INSEE市镇编码为28237。

## 政治
马罗勒莱比所属的省级选区为诺让勒罗特鲁县。

## 人口

1962-2008年间马罗勒莱比人口变化图示

马罗勒莱比于2022年1月1日时的人口数量为207人。